# Distretto di Šaamar
Il distretto di Šaamar è uno dei sedici distretti (sum) in cui è suddivisa la provincia del Sėlėngė, in Mongolia. Conta una popolazione di 4.158 abitanti (censimento 2008). 